# منطقة الشويخ الحرة
منطقة الشويخ الحرة، هي منطقة تجارة حرة كويتية قيد التأسيس والإنشاء في منطقة الشويخ التابعة لمحافظة العاصمة في وسط دولة الكويت، وهي إحدى المناطق الحرة الثلاث في البلاد إلى جانب كل من منطقة العبدلي الحرة ومنطقة النويصيب الحرة. تبلغ مساحة منطقة الشويخ الحرة 1.2 كم²، وقد كُلِفت هيئة تشجيع الاستثمار المباشر التي أنشأت بالقانون رقم 116 لسنة 2013 بإدارتها منذ عام 2016 بقرار رقم 907 الصادر من الحكومة الكويتية التي تهدف إنشاء المنطقة الحرة لتنويع اقتصاد الكويت من خلال جذب المزيد من الاستثمارات الأجنبية لبناء اقتصاد مستدام للاستعداد لمرحلة ما بعد عصر النفط.